# Пріам (син Політа)
Пріам (лат. Priamus) — персонаж поеми Публія Вергілія Марона «Енеїда». Син троянського принца Політа та онук царя Пріама. У поемі зображений як товариш Асканія та пращур давніх італійців.

## Пріам в «Енеїді»

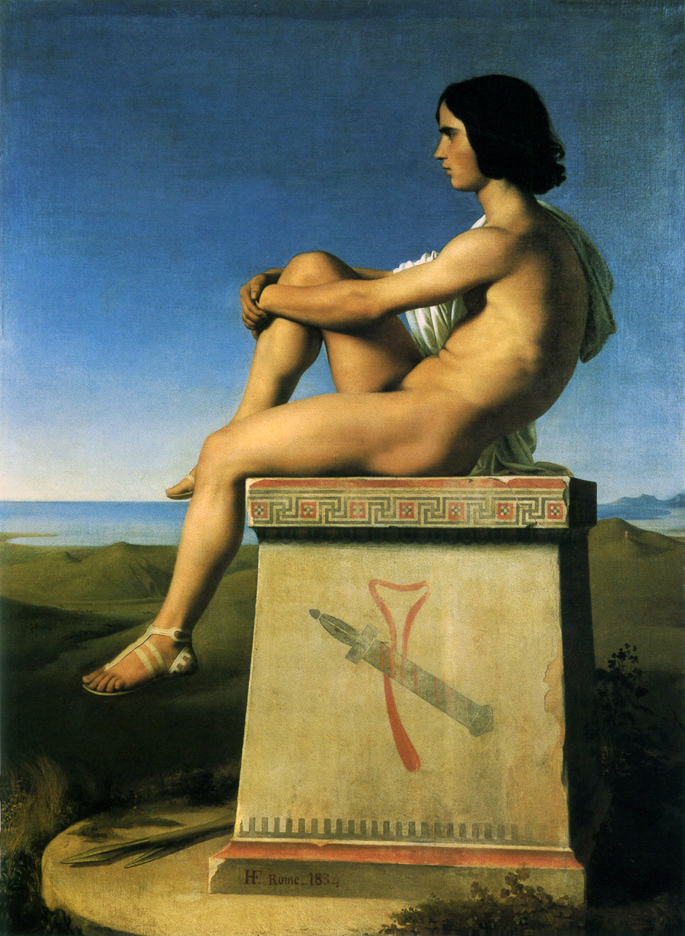
Іполіт Фландрен. Політ, син Пріама, спостерігає за рухом греків до Трої. 1834 рік

Пріам належав до троянського царського роду і був сином принца Політа, сина Пріама-старшого та Гекуби. Політ брав участь у Троянській війні та був убитий Неоптолемом, сином Ахілла. Пріаму-молодшому вдалося пережити падіння Трої та приєднатися до вигнанців на чолі з Енеєм.
Пріам згадується у поемі лише раз, під час розповіді, у п'ятій главі, про Троянські ігри — змагання підлітків-вершників. Всі троянські юнаки на іграх носили золоті прикраси — вінець на голові та торквес на шиї, озброєні вони були двома обкованими залізом списами. Пріам зображений ватажком першої турми, верхи на двомастому фракійському коні, інші загони очолили Атій та Асканій. Пріам названий товаришем Асканія та пращуром італійських народів.

## Оцінки вчених
Дослідниця Анна Роджерсон вказувала, що хлопчини (лат. parvus) Атій та Пріам потрібні Вергілію, щоб показати зв'язок між героями Троянського циклу та римлянами, які вважали себе їх нащадками. На цю їх роль показує епізод, коли, під час вітання вершників, троянці помітили у юнаків риси обличчя їх предків. Як і їх товариш Асканій, троянські юнаки стають предками римських та італійських родів, таким чином пов'язуючи Трою з Італією і становлячись символом змішаного походження самих римлян.
Однак на думку дослідниці Емілі Говерс, Пріам є символом розриву поколінь в «Енеїді». Хоча Вергілій і підкреслює, що хлопець носить ім'я діда, Пріам не стає новим очільником троянського народу і не отримує царську владу. При описі падіння Трої, Вергілій, у другій главі, згадує кількох дітей, онука жерця Пантооса, Астіанакта та Асканія, але пропускає Пріама. Дослідниця дивується, чому автор не написав, що Еней вивів з міста Пріама, разом з Асканієм. На відміну від Атія, якого Вергілій називає предком плебейського роду Атіїв, та Асканія, майбутнє якого поет не розкриває, Пріам повинен «італійців помножить». Через свою належність до троянського царського роду, Пріам є конкурентом за владу для нащадка Енея і відправляється автором у «глушину», без зазначення його долі. Антикознавець Пітер Агрелл вважав, що Вергілій зробив це навмисно, Емелі Говерс зазначала, що це суперечить думці поеми, що тільки римляни є нащадками троянської спадщини. Дослідниця порівнювала замовчування молодшого Пріама з фрагментом з поеми Марка Аннея Лукана «Фарсалія», коли Юлій Цезар відвідує Трою. Там поет також замовчує представників інших гілок троянського царського роду, возвеличуючи тільки нащадків Ассарака.